# Gerda Weissmann Klein
Gerda Weissmann Klein (8 de maig del 1924 - 3 d'abril del 2022) va ser una escriptora i activista nord-americana d'origen polonès. El seu relat autobiogràfic de l'Holocaust, All but My Life (1957), va ser adaptat per al curtmetratge de 1995, One Survivor Remembers, que va rebre un premi de l'Acadèmia i un premi Emmy, i va ser seleccionat per al National Film Registry. Es va casar amb Kurt Klein (1920–2002) el 1946.
Els Klein es van convertir en defensors de l'educació sobre l'Holocaust i del drets humans, dedicant la major part de les seves vides a promoure la tolerància i el servei comunitari. Gerda Weissmann Klein, que es va fer ciutadana dels Estats Units, també va fundar Citizenship Counts, una organització sense ànim de lucre que defensa el valor i les responsabilitats de la ciutadania nord-americana. Ha estat membre de la junta directiva del Museu Memorial de l'Holocaust dels Estats Units, que presenta el seu testimoni en una exposició permanent.
El 15 de febrer de 2011, Klein va rebre la Medalla Presidencial de la Llibertat, el premi civil més alt dels Estats Units.

## Primers anys de vida

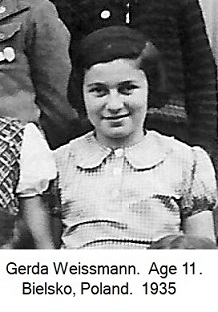
Gerda Weissmann. 11 anys. Bielsko, Polònia. 1935

Gerda Weissmann, la segona filla de l'executiu Julius Weissmann i Helene (nascuda Mueckenbrunn) Weissmann, va néixer el 8 de maig de 1924 a Bielsko (ara Bielsko-Biała), Polònia. Va assistir a l'institut Notre Dame de Bielsko fins que els alemanys van envair Polònia el 1939. Els seus pares i el seu germà gran Arthur (n. 1919) van ser assassinats durant l'Holocaust.

## Vida sota el nazisme
El 3 de setembre del 1939, les tropes alemanyes van envair Bielsko, la ciutat de Weissmann, que llavors tenia quinze anys. Poc després de començar la invasió, la família va rebre un telegrama de l'oncle de Gerda dient que els alemanys avançaven ràpidament i que la família havia de marxar de Polònia immediatament. Es van quedar perquè el pare de la Gerda havia patit un infart. Els metges van aconsellar que no se'l mogués ni se sotmetés a un estrès excessiu.
El 1942, Julius Weissmann va ser enviat a un camp d'extermini on va ser assassinat. Poc després, el gueto on vivien Weissmann i la seva mare va ser liquidat. Helene Weissman va ser destinada a un camp d'extermini; Gerda, considerada apta per treballar, va ser enviada a un camp de treball. Mentre ella i altres pujaven als camions, la Gerda va saltar en un esforç frenètic per retrobar-se amb la seva mare. Segons el relat de Weissmann, Moshe Merin, cap del Consell Jueu local, el Judenrat, la va tirar de nou al camió, dient "Ets massa jove per morir".

### Alliberament
El maig del 1945, Weissmann va ser alliberada per les forces de l'exèrcit dels Estats Units a Volary, Txecoslovàquia; amb la presència el tinent Kurt Klein, que havia nascut a Alemanya. Klein va emigrar d'adolescent als Estats Units, el 1937, fugint del nazisme. Els pares de Klein van ser assassinats al camp de concentració d'Auschwitz. Quan Kurt Klein va conèixer Gerda Weissmann, que estava a un dia del seu 21è aniversari, tenia els cabells blancs, pesava 31 Kg i anava vestida amb draps. Quan va dir a Klein que era jueva, ell li va confiar emocionat que ell també ho era. Després d'un festeig de diversos mesos, Gerda i Kurt es van comprometre el setembre de 1945. Les restriccions diplomàtiques i d'immigració van retardar el seu casament un any, però Kurt finalment va tornar a Europa dels EUA el 1946 i es van casar a París.

## Vida després de la guerra
Després de la guerra, els Klein es van traslladar a Buffalo, Nova York i hi van tenir tres fills. Allà Kurt dirigí una impremta i Gerda es convertí en escriptora. Va ser 17 anys columnista del The Buffalo News.

El documental One Survivor Remembers (1995), basat en l'autobiografia de Gerda Klein All But My Life i produït i dirigit per Kary Antholis, i distribuït per HBO Films, va guanyar l'Oscar al millor curtmetratge documental. Després que Antholis pronunciés el seu discurs d'acceptació, Weissmann va pujar al podi i va fer el seu propi comentari:
Vaig passar sis anys increïbles en un lloc on guanyar significava una crosta de pa i seguir viva un dia més. Des del dia beneït del meu alliberament m'he fet la pregunta, per què sóc aquí? No sóc millor. A la meva ment veig aquells anys i dies, i aquells que no van sobreviure per gaudir de la màgia d'un vespre avorrit a casa. En nom d'ells, vull donar-vos les gràcies per honrar la seva memòria, i no podeu fer-ho de millor manera que, quan torneu a casa aquesta nit, adonar-vos que tots els que coneixeu l'alegria de la llibertat sou guanyadors.
Weissmann ha publicat diverses memòries i contes infantils, com ara The Windsor Caper (2013), una sèrie setmanal a The Buffalo News durant la dècada de 1980, sobre dues noies nord-americanes que viuen una aventura nocturna al castell de Windsor, Anglaterra. Weissmann la descriu com la seva única obra que "no està arrelada al dolor".
Weissmann va viure a Buffalo diverses dècades fins que el seu marit es va jubilar i es van traslladar a Arizona, el 1985, per ser més a prop dels seus fills i néts. Va morir a Phoenix el 3 d'abril de 2022 a l'edat de 97 anys.

## Premis i reconeixements

### Medalla Presidencial de la Llibertat
El 15 de febrer del 2011, el president Barack Obama va lliurar a Weissmann i a 14 altres guardonats la Medalla Presidencial de la Llibertat del 2010, la distició civil més alta dels Estats Units. A la cerimònia a la Sala Est de la Casa Blanca, el president Obama va dir: "Els guanyadors de la Medalla de la Llibertat d'enguany revelen el millor de qui som i de qui aspirem a ser". Va dir el següent en lliure a Klein la Medalla Presidencial de la Llibertat:
Quan tenia 21 anys, Gerda Klein havia passat sis anys vivint sota el domini nazi, tres d'ells en camps de concentració. S'havien endut els seus pares i el seu germà. La seva millor amiga havia mort als seus braços durant un marxa de la mort de 560 Km. Només pesava 31 Kg quan la van trobar les forces nord-americanes en una fàbrica de bicicletes abandonada. Però la Gerda va sobreviure. Es va casar amb el soldat que la va rescatar. I des d'aleshores, com a autora, historiadora i croada per la tolerància, ha ensenyat al món que sovint és en els nostres moments més desesperats quan descobrim l'abast de la nostra força i la profunditat del nostre amor.
A continuació, el president Obama va llegir unes paraules de Weissmann: "Prego que no us hagueu de trobar mai a cap encreuament a les vostres vides, però si ho feu, si la foscor sembla tan total, si penseu que no hi ha sortida, recordeu no rendir-vos mai".

### Reconeixements addicionals
Weissmann va ser seleccionada com a ponent principal a la primera edició del Dia Internacional en Memòria de l'Holocaust de les Nacions Unides, el gener de 2006. Va parlar amb nens en edat escolar i va viatjar pel món per difondre el seu missatge de tolerància i esperança, trobant-se amb líders mundials. El 1996, Weissmann va rebre el premi internacional Lleó de Judà a Jerusalem. Va rebre un doctorat honoris causa de lletres del Rosary Hill College el 1975.
El 1997, el president Bill Clinton va nomenar Weissmann per al Consell de Govern del Museu Memorial de l'Holocaust dels Estats Units. El 2007, el museu va atorgar a Weissmann el seu màxim honor al The Arizona Biltmore davant 1.000 assistents. Es va incorporar al Saló de la Fama de les Dones d'Arizona el 2021.

## Filmografia
- 1995: One Survivor Remembers
- 1996: 60 minuts : "One Survivor Remembers" CBS
- 2005: About Face: La història dels soldats jueus refugiats de la Segona Guerra Mundial